# 鎌倉昭雄
鎌倉 昭雄（かまくら あきお）は、日本の実業家。吉富製薬（のちのウェルファイド。現・田辺三菱製薬）代表取締役社長、同社代表取締役会長を務めた。

## 人物・経歴
- 愛媛県出身。
- 神戸大学法学部卒業後、吉富製薬に入社。
- 同社取締役、常務取締役、専務取締役、取締役副社長を経て、1997年（平成9年）に代表取締役社長に就任[1][2]。2000年（平成12年）までの任期中、薬害エイズ事件の渦中にあったミドリ十字との合併を行った[3]。
- 2000年（平成12年）4月1日、吉富製薬は社名をウェルファイドに変更。同年、同社代表取締役会長に就任[4]。2001年9月までに同社相談役に退いた[5]。